# 小川博 (内野手)
小川 博（おがわ ひろし、1940年1月25日 - ）は、神奈川県出身の元プロ野球選手（内野手）。

## 来歴・人物
法政二高では、延藤謙吉（三重交通）、青木武文（駒大）の両エースを擁し、二塁手、三番打者として1957年夏の甲子園に出場。決勝に進むが広島商に敗れ、準優勝にとどまる。他のチームメイトには三塁手、主に六番打者の河東真（のち巨人）がいる。
卒業後は法政大学に進学。東京六大学野球リーグでは在学中4回の優勝を経験。1960年春季リーグ（大学3年時）の優勝に貢献、直後の全日本大学野球選手権大会でも、決勝で同志社大を破り優勝した。翌1961年秋季リーグ（大学4年時）では36打数15安打 、打率.417で首位打者のタイトルを獲得、ベストナイン（二塁手）にも選出されている。大学時代のチームメイトに新山彰忠、樋口正蔵（共にのち南海）、室山皓之助（のち阪神）がいる。
1962年に阪急ブレーブスに入団。1963年9月には二塁手として6試合に先発出場するものの、その後は出場機会に恵まれず、1965年限りで現役を引退した。

## 詳細情報

### 年度別打撃成績
| 年 度     | 球 団     | 試 合 | 打 席 | 打 数 | 得 点 | 安 打 | 二 塁 打 | 三 塁 打 | 本 塁 打 | 塁 打 | 打 点 | 盗 塁 | 盗 塁 死 | 犠 打 | 犠 飛 | 四 球 | 敬 遠 | 死 球 | 三 振 | 併 殺 打 | 打 率 | 出 塁 率 | 長 打 率 | O P S |
| --------- | --------- | ----- | ----- | ----- | ----- | ----- | -------- | -------- | -------- | ----- | ----- | ----- | -------- | ----- | ----- | ----- | ----- | ----- | ----- | -------- | ----- | -------- | -------- | ----- |
| 1963      | 阪急      | 18    | 29    | 27    | 2     | 3     | 0        | 0        | 0        | 3     | 2     | 0     | 0        | 0     | 0     | 1     | 0     | 1     | 6     | 0        | .111  | .172     | .111     | .283  |
| 1965      | 阪急      | 2     | 2     | 2     | 0     | 0     | 0        | 0        | 0        | 0     | 0     | 0     | 0        | 0     | 0     | 0     | 0     | 0     | 1     | 0        | .000  | .000     | .000     | .000  |
| 通算：2年 | 通算：2年 | 20    | 31    | 29    | 2     | 3     | 0        | 0        | 0        | 3     | 2     | 0     | 0        | 0     | 0     | 1     | 0     | 1     | 7     | 0        | .103  | .161     | .103     | .264  |

### 背番号
- 1 （1962年）
- 43 （1963年 - 1965年）